# If Orange Was a Place
If Orange Was a Place — второй мини-альбом нигерийской певицы Tems. Он был спродюсирован в основном GuiltyBeatz, а также Jonah Christian, и выпущен 15 сентября 2021 года лейблом Since '93 и RCA Records (первый на крупном лейбле). На нём в качестве одного из гостей выступил американский певец Брент Файяз.

## История
6 сентября 2021 года Tems (её настоящее имя Temilade Openiyi) объявила в своём Твиттере, что её второй мини-альбом будет выпущен на следующей неделе. Неделю спустя Темс опубликовала трек-лист, сопровождаемый трейлером к EP, в котором сообщалось, что Брент Файяз — единственный приглашённый артист, а ганский продюсер GuiltyBeatz — основной продюсер мини-альбома, с дополнительным продюсированием от Jonah Christian.
If Orange Was a Place был выпущен 15 сентября 2021 года лейблом RCA/Since '93, что стало свидетельством того, что Темс подписал контракт на запись с этим лейблом.

## Отзывы
| Оценки критиков | Оценки критиков |
| Источник        | Оценка          |
| --------------- | --------------- |
| Pitchfork       | 7.0/10          |
| Rolling Stone   | [ 7 ]           |

If Orange Was a Place получил в целом положительные отзывы от музыкальных критиков. В рецензии Pitchfork говорится, что «If Orange Was a Place приобретает другую текстуру и настроение. Если какой-то элемент и сохраняет свою актуальность, то это неограниченная экспрессия Темс». Rolling Stone высоко оценил мини-альбом, заявив, что он «расширяет начинающуюся дискографию Темс по настроениям и темпам, объединяя все её сильные стороны в многогранном проявлении самореализации». Смешанная рецензия от Pulse Nigeria гласит: «Это не та музыка, которую следует судить строго — если её вообще можно судить. Это просто музыка, которой нужно наслаждаться и понимать».

## Награды и номинации
| Год  | Организация                | Награда        | Результат |
| ---- | -------------------------- | -------------- | --------- |
| 2022 | The Headies                | Best R&B Album | Победа    |
| 2022 | South African Music Awards | Rest of Africa | Победа    |

## Список композиций
Слова и музыка всех песен — Temilade Openiyi, кроме указанных.
| №                   | Название                           | Автор(ы)                                | Продюсеры           | Длительность |
| ------------------- | ---------------------------------- | --------------------------------------- | ------------------- | ------------ |
| 1.                  | «Crazy Tings»                      |                                         | GuiltyBeatz         | 3:02         |
| 2.                  | «Found» (при участии Brent Faiyaz) | Temilade Openiyi Christopher Brent Wood | GuiltyBeatz         | 3:29         |
| 3.                  | «Replay»                           |                                         | Jonah Christian     | 3:00         |
| 4.                  | «Avoid Things»                     |                                         | GuiltyBeatz         | 3:44         |
| 5.                  | «Vibe Out»                         |                                         | GuiltyBeatz         | 4:57         |
| Общая длительность: | Общая длительность:                | Общая длительность:                     | Общая длительность: | 18:13        |

## Чарты
| Чарт (2021)                            | Высшая позиция |
| -------------------------------------- | -------------- |
| США (Billboard Top Heatseekers Albums) | 9              |
| США (Billboard World Albums)           | 7              |